# 静岡県第3区
静岡県第3区（しずおかけんだい3く）は、日本の衆議院議員総選挙における選挙区。1994年（平成6年）の公職選挙法改正で設置。

## 区域

### 現在の区域
2022年（令和4年）公職選挙法改正以降の区域は以下のとおりである。2区から御前崎市の一部(旧榛原郡御前崎町域)が移入した一方、天竜区(旧周智郡春野町域)の部分は7区に移出した。
- 磐田市
- 掛川市
- 袋井市
- 御前崎市
- 菊川市
- 周智郡

### 2022年以前の区域
2013年（平成25年）公職選挙法改正から2022年の小選挙区改定までの区域は以下のとおりである。
- 浜松市
  - 天竜区（旧春野町域）
    - 春野町領家、春野町堀之内、春野町胡桃平、春野町和泉平、春野町砂川、春野町大時、春野町長蔵寺、春野町石打松下、春野町田黒、春野町筏戸大上、春野町五和、春野町越木平、春野町田河内、春野町牧野、春野町花島、春野町杉、春野町川上、春野町宮川、春野町気田、春野町豊岡、春野町石切、春野町小俣京丸
- 磐田市
- 掛川市
- 袋井市
- 御前崎市（旧浜岡町域）
- 菊川市
- 周智郡

1994年（平成6年）公職選挙法改正から2013年の小選挙区改定までの区域は以下のとおりである。
- 磐田市
- 掛川市
- 袋井市
- 小笠郡
- 周智郡
- 磐田郡
  - 浅羽町
  - 福田町
  - 竜洋町
  - 豊田町
  - 豊岡村

## 歴史
第44回まで柳澤伯夫が通算9回（中選挙区時代を含む）当選していたが、第45回は自民党に対する逆風と自身の失言もあって小山展弘に敗れた。第46回以降、宮澤博行が3回連続で当選していたが、得票率は半数を超えたことがなく、一騎打ちとなった第49回では小山が当選した。
2024年4月、宮澤が不祥事により自民党を離党し議員辞職。第50回では自民党は元掛川市議会議長の山本裕三が党公認候補として立候補したが、宮澤も無所属で立候補したことに伴い保守票が分散し小山の圧勝を許した。

## 小選挙区選出議員
| 選挙名                 | 年                 | 当選者   | 党派       |
| ---------------------- | ------------------ | -------- | ---------- |
| 第41回衆議院議員総選挙 | 1996年（平成8年）  | 柳澤伯夫 | 自由民主党 |
| 第42回衆議院議員総選挙 | 2000年（平成12年） | 柳澤伯夫 | 自由民主党 |
| 第43回衆議院議員総選挙 | 2003年（平成15年） | 柳澤伯夫 | 自由民主党 |
| 第44回衆議院議員総選挙 | 2005年（平成17年） | 柳澤伯夫 | 自由民主党 |
| 第45回衆議院議員総選挙 | 2009年（平成21年） | 小山展弘 | 民主党     |
| 第46回衆議院議員総選挙 | 2012年（平成24年） | 宮澤博行 | 自由民主党 |
| 第47回衆議院議員総選挙 | 2014年（平成26年） | 宮澤博行 | 自由民主党 |
| 第48回衆議院議員総選挙 | 2017年（平成29年） | 宮澤博行 | 自由民主党 |
| 第49回衆議院議員総選挙 | 2021年（令和3年）  | 小山展弘 | 立憲民主党 |
| 第50回衆議院議員総選挙 | 2024年（令和6年）  | 小山展弘 | 立憲民主党 |

## 選挙結果
時の内閣：第1次石破内閣 解散日：2024年10月9日 公示日：2024年10月15日
当日有権者数：37万185人 最終投票率：58.74%（前回比：0.60%） （全国投票率：53.85%（2.08%））
| 当落 | 候補者名   | 年齢 | 所属党派     | 新旧 | 得票数   | 得票率 | 惜敗率 | 推薦・支持 | 重複 |
| ---- | ---------- | ---- | ------------ | ---- | -------- | ------ | ------ | ---------- | ---- |
| 当   | 小山展弘   | 48   | 立憲民主党   | 前   | 92,072票 | 43.18% | ――     |            | ○    |
|      | 山本裕三   | 41   | 自由民主党   | 新   | 61,599票 | 28.89% | 66.90% | 公明党推薦 | ○    |
|      | 宮澤博行   | 49   | 無所属       | 元   | 37,975票 | 17.81% | 41.24% |            | ×    |
|      | 釜下由佳子 | 43   | 日本維新の会 | 新   | 17,573票 | 8.24%  | 19.09% |            | ○    |
|      | 杉村義夫   | 65   | 無所属       | 新   | 3,996票  | 1.87%  | 4.34%  |            | ×    |

時の内閣：第1次岸田内閣 解散日：2021年10月14日 公示日：2021年10月19日
当日有権者数：37万1829人 最終投票率：58.14%（前回比：1.35%） （全国投票率：55.93%（2.25%））
| 当落 | 候補者名 | 年齢 | 所属党派   | 新旧 | 得票数    | 得票率 | 惜敗率 | 推薦・支持 | 重複 |
| ---- | -------- | ---- | ---------- | ---- | --------- | ------ | ------ | ---------- | ---- |
| 当   | 小山展弘 | 45   | 立憲民主党 | 元   | 112,464票 | 52.74% | ――     |            | ○    |
| 比当 | 宮澤博行 | 46   | 自由民主党 | 前   | 100,775票 | 47.26% | 89.61% | 公明党推薦 | ○    |

- 投票結果、開票結果 - 静岡県選挙管理委員会
- 静岡県選挙管理委員会は2021年11月2日、静岡県第3区の当選者を小山展弘とする告示をした[6]。
- 中央選挙管理会は2021年11月5日、比例東海ブロックの当選者を宮澤博行を含む21人とする告示をした[7]。
- 宮澤は不祥事により自由民主党を離党したのち、2024年4月25日に議員辞職。

時の内閣：第3次安倍第3次改造内閣 解散日：2017年9月28日 公示日：2017年10月10日
当日有権者数：37万6618人 最終投票率：59.49%（前回比：0.96%） （全国投票率：53.68%（1.02%））
| 当落 | 候補者名 | 年齢 | 所属党派           | 新旧 | 得票数   | 得票率 | 惜敗率 | 推薦・支持         | 重複 |
| ---- | -------- | ---- | ------------------ | ---- | -------- | ------ | ------ | ------------------ | ---- |
| 当   | 宮澤博行 | 42   | 自由民主党         | 前   | 97,923票 | 44.51% | ――     | 公明党推薦         | ○    |
|      | 小山展弘 | 41   | 無所属（民進党籍） | 前   | 81,568票 | 37.08% | 83.30% | 民進党静岡県連推薦 |      |
|      | 鈴木望   | 68   | 希望の党           | 元   | 40,495票 | 18.41% | 41.35% |                    | ○    |

- 投票結果、開票結果 - 静岡県選挙管理委員会
- 静岡県選挙管理委員会は2017年10月24日、静岡県第3区の当選者を宮澤博行とする告示をした[8]。

時の内閣：第2次安倍改造内閣 解散日：2014年11月21日 公示日：2014年12月2日
当日有権者数：37万762人 最終投票率：58.53%（前回比：6.23%） （全国投票率：52.66%（6.66%））
| 当落 | 候補者名 | 年齢 | 所属党派   | 新旧 | 得票数    | 得票率 | 惜敗率 | 推薦・支持 | 重複 |
| ---- | -------- | ---- | ---------- | ---- | --------- | ------ | ------ | ---------- | ---- |
| 当   | 宮澤博行 | 39   | 自由民主党 | 前   | 105,347票 | 49.82% | ――     | 公明党推薦 | ○    |
| 比当 | 小山展弘 | 38   | 民主党     | 元   | 87,800票  | 41.52% | 83.34% |            | ○    |
|      | 松浦敏夫 | 62   | 日本共産党 | 新   | 18,298票  | 8.65%  | 17.37% |            |      |

- 投票結果、開票結果 - 静岡県選挙管理委員会
- 静岡県選挙管理委員会は2014年12月16日、静岡県第3区の当選者を宮澤博行とする告示をした[9]。
- 中央選挙管理会は2014年12月19日、比例東海ブロックの当選者を小山展弘を含む21人とする告示をした[10]。
- 鈴木望は比例九州ブロック単独で立候補したが落選（維新の党公認）。

時の内閣：野田第3次改造内閣 解散日：2012年11月16日 公示日：2012年12月4日
当日有権者数：37万2305人 最終投票率：64.76%（前回比：8.47%） （全国投票率：59.32%（9.96%））
| 当落 | 候補者名 | 年齢 | 所属党派     | 新旧 | 得票数   | 得票率 | 惜敗率 | 推薦・支持     | 重複 |
| ---- | -------- | ---- | ------------ | ---- | -------- | ------ | ------ | -------------- | ---- |
| 当   | 宮澤博行 | 37   | 自由民主党   | 新   | 94,477票 | 40.28% | ――     | 公明党推薦     | ○    |
| 比当 | 鈴木望   | 63   | 日本維新の会 | 新   | 63,931票 | 27.26% | 67.67% | みんなの党推薦 | ○    |
|      | 小山展弘 | 36   | 民主党       | 前   | 62,259票 | 26.55% | 65.90% | 国民新党推薦   | ○    |
|      | 岡村哲志 | 62   | 日本共産党   | 新   | 13,870票 | 5.91%  | 14.68% |                |      |

- 投票結果[リンク切れ]、開票結果[リンク切れ] - 静岡県選挙管理委員会
- 静岡県選挙管理委員会は2012年12月18日、静岡県第3区の当選人を宮澤博行とする告示をした[11]。
- 中央選挙管理会は2012年12月21日、比例東海ブロックの当選人を鈴木望を含む21人とする告示をした[12]。

時の内閣：麻生内閣 解散日：2009年7月21日 公示日：2009年8月18日
当日有権者数：37万3341人 最終投票率：73.23%（前回比：3.37%） （全国投票率：69.28%（1.77%））
| 当落 | 候補者名 | 年齢 | 所属党派   | 新旧 | 得票数    | 得票率 | 惜敗率 | 推薦・支持   | 重複 |
| ---- | -------- | ---- | ---------- | ---- | --------- | ------ | ------ | ------------ | ---- |
| 当   | 小山展弘 | 33   | 民主党     | 新   | 154,035票 | 57.38% | ――     | 国民新党推薦 | ○    |
|      | 柳澤伯夫 | 74   | 自由民主党 | 前   | 109,120票 | 40.65% | 70.84% | 公明党推薦   |      |
|      | 江頭俊満 | 46   | 幸福実現党 | 新   | 5,313票   | 1.98%  | 3.45%  |              |      |

時の内閣：第2次小泉改造内閣 解散日：2005年8月8日 公示日：2005年8月30日
当日有権者数：36万5656人 最終投票率：69.86%（前回比：4.16%） （全国投票率：67.51%（7.65%））
| 当落 | 候補者名 | 年齢 | 所属党派   | 新旧 | 得票数    | 得票率 | 惜敗率 | 推薦・支持 | 重複 |
| ---- | -------- | ---- | ---------- | ---- | --------- | ------ | ------ | ---------- | ---- |
| 当   | 柳澤伯夫 | 70   | 自由民主党 | 前   | 153,500票 | 61.28% | ――     |            | ○    |
|      | 平島広志 | 36   | 民主党     | 新   | 79,075票  | 31.57% | 51.51% |            | ○    |
|      | 平松雅人 | 50   | 日本共産党 | 新   | 17,902票  | 7.15%  | 11.66% |            |      |

- 投票結果[13]、開票結果[14]
- 静岡県選挙管理委員会は2005年9月13日、静岡県第3区の当選者を柳澤伯夫とする告示をした[15]。

時の内閣：第1次小泉第2次改造内閣 解散日：2003年10月10日 公示日：2003年10月28日
当日有権者数：36万1095人 最終投票率：65.70%（前回比：2.92%） （全国投票率：59.86%（2.63%））
| 当落 | 候補者名 | 年齢 | 所属党派   | 新旧 | 得票数    | 得票率 | 惜敗率 | 推薦・支持   | 重複 |
| ---- | -------- | ---- | ---------- | ---- | --------- | ------ | ------ | ------------ | ---- |
| 当   | 柳澤伯夫 | 68   | 自由民主党 | 前   | 138,508票 | 59.70% | ――     | 保守新党推薦 | ○    |
|      | 鈴木泰   | 43   | 民主党     | 新   | 81,364票  | 35.07% | 58.74% |              | ○    |
|      | 早崎末浩 | 58   | 日本共産党 | 新   | 12,154票  | 5.24%  | 8.77%  |              |      |

- 投票結果[16]、開票結果[17]
- 静岡県選挙管理委員会は2003年11月11日、静岡県第3区の当選者を柳澤伯夫とする告示をした[18]。
- 鈴木泰は41・45回は東京25区、44回は新潟3区から立候補も、落選。

時の内閣：第1次森内閣 解散日：2000年6月2日 公示日：2000年6月13日
当日有権者数：35万283人 最終投票率：68.62%（前回比：3.55%） （全国投票率：62.49%（2.84%））
| 当落 | 候補者名 | 年齢 | 所属党派   | 新旧 | 得票数    | 得票率 | 惜敗率 | 推薦・支持 | 重複 |
| ---- | -------- | ---- | ---------- | ---- | --------- | ------ | ------ | ---------- | ---- |
| 当   | 柳澤伯夫 | 64   | 自由民主党 | 前   | 140,242票 | 60.12% | ――     |            | ○    |
|      | 鈴木泰   | 40   | 民主党     | 新   | 71,541票  | 30.67% | 51.01% |            | ○    |
|      | 高梨俊弘 | 46   | 日本共産党 | 新   | 21,501票  | 9.22%  | 15.33% |            |      |

- 投票結果[19]、開票結果[20]
- 静岡県選挙管理委員会は2000年6月27日、静岡県第3区の当選者を柳澤伯夫とする告示をした[21]。

時の内閣：第1次橋本内閣 解散日：1996年9月27日 公示日：1996年10月8日
当日有権者数：33万6484人 最終投票率：65.07%（前回比：12.26%） （全国投票率：59.65%（8.11%））
| 当落 | 候補者名   | 年齢 | 所属党派   | 新旧 | 得票数    | 得票率 | 惜敗率 | 推薦・支持 | 重複 |
| ---- | ---------- | ---- | ---------- | ---- | --------- | ------ | ------ | ---------- | ---- |
| 当   | 柳澤伯夫   | 61   | 自由民主党 | 前   | 116,610票 | 55.32% | ――     |            | ○    |
|      | 井脇ノブ子 | 50   | 新進党     | 新   | 70,415票  | 33.40% | 60.39% | 民主党推薦 |      |
|      | 鈴木進     | 62   | 日本共産党 | 新   | 23,784票  | 11.28% | 20.40% |            |      |

- 投票結果[22]、開票結果[23]
- 静岡県選挙管理委員会は1996年10月22日、静岡県第3区の当選者を柳澤伯夫とする告示をした[24]。
- 井脇は42回は比例東海ブロック単独で立候補したが落選（自由党公認）、自民党に移籍し44回に大阪11区から出馬し比例復活で当選。